# معبد الطود
معبد الطود هو معبد مصري قديم يقع في قرية الطود بمحافظة الأقصر، مصر. بني المعبد في عهد الأسرة الرابعة لعبادة الإله منتو إله الحرب واعتمد في بناؤه على الحجر الرملى لقربه من محاجر الحجر الرملي في إدفو بأسوان كما استُخدم أيضًا لسهولة الحفر والكتابة عليه، ومن ثم تلوينه بحجر البازلت والجرانيت.

## وصف المعبد
المعبد له مدخل شاهق الارتفاع على هيئة صرح، في قمته مرسوم طائر كان يسمى نخبت على هيئة جناحين يتوسطهما قرص الشمس، وقرص الشمس في مصر القديمة كان يرمز إلى الإله رع، والجناحان يرمزان إلى الحماية، إي أن المعبد في حماية الإله رع.